# Monte Muffetto
Il Monte Muffetto (2.060 m s.l.m.) è una montagna della Prealpi Bresciane che si trova tra i comuni di Artogne e Bovegno in provincia di Brescia.

## Salita alla vetta
Si può salire sulla vetta partendo da Graticelle, frazione di Bovegno.